# قره‌قیز (قوبا)
قره‌قیز (به لاتین: Karakyz) یک منطقه مسکونی در جمهوری آذربایجان است که در شهرستان قوبا واقع شده‌است.